# Eleandro Pema
Eleandro Pema (Tirana, 9 febbraio 1985) è un ex calciatore albanese, di ruolo attaccante.

## Carriera

### Club
Nella sua carriera ha giocato con le seguenti squadre: Dinamo Tirana, KF Tirana, Flamurtari Valona, Elbasani, Kastrioti e Kamza.

### Nazionale
Ha collezionato anche 4 presenze con la nazionale albanese Under-21.

## Palmarès

### Club

#### Competizioni nazionali
- Campionato albanese: 2

Tirana: 2006-2007
Dinamo Tirana: 2007-2008